# Hermanos Villas-Bôas

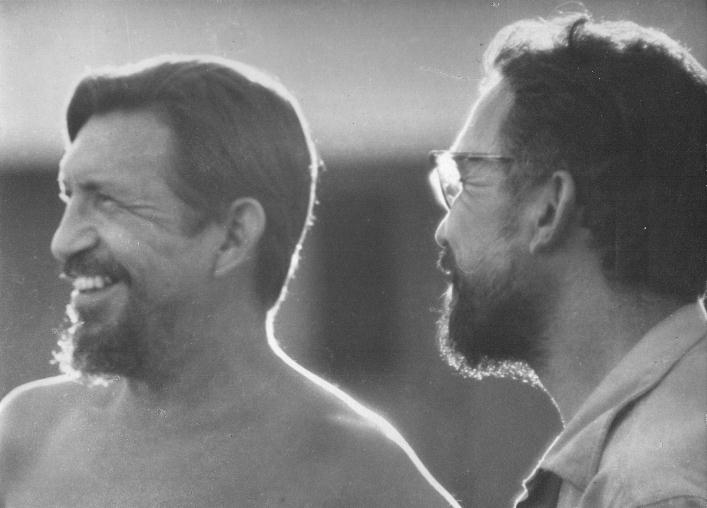
Los hermanos Villas-Bôas.

Los Hermanos Villas-Bôas, Orlando (1914-2002), Cláudio (1916-1998) y Leonardo Villas-Bôas (1918-1961), fueron unos importantes sertanistas brasileños y activistas de los derechos de los indígenas.

## Logros
Los hermanos establecieron contacto con 18 tribus indígenas que hasta 1943 apenas habían visto gente del mundo exterior lo cual fueron escritores y publicaron sus obras. Quedaron fascinados, pero también se dieron cuenta de que los indios eran muy vulnerables; con la invasión de sus tierras por el hombre blanco, seguramente desaparecerían, diezmados por las enfermedades y la destrucción de su cultura.
La única solución, pensaron los hermanos, era presionar al Gobierno de Brasil para que creara una gran reserva en los bosques amazónicos, aislada del resto del mundo, donde los indefensos indígenas podrían ser trasladados. Lanzaron una campaña en todo el país que condujo a la creación del Parque nacional Xingu en 1961, una reserva de 25.000 kilómetros cuadrados situada en el Estado de Mato Grosso. Trasladaron a varios grupos indígenas a este territorio relativamente seguro.

## Obras principales
- Villas-Bôas, Orlando. Interview. In: Amazind bulletin 1. Geneva, Switzerland, aut. 1973, p. 25-29.
- Senhor. In: JACCHIERI, Carlos. Carta Brasil 2000: 1º Fórum Nacional da Identidade Brasileira. São Paulo: Imprensa Oficial, 2000a, p. 15-20.
- Um povo na ignorância de seu passado. In: Aguiar, L. A.; SOBRAL, M. (Orgs.) Para entender o Brasil. São Paulo: Alegro, 2001, p. 265-271.
- Rompendo fronteiras. In: MÜLLER, Cristina; LIMA, Luiz Octávio; RABINOVICI, Moisés (Orgs.). O Xingu dos Villas Bôas. São Paulo: Metalivros, 2002a, p. 146-164.
- Villas-Bôas, Cláudio. Saving Brazil’s stone age tribes from extinction. In: National Geographic Magazine. Vol. 134. n.o. 3. set. 1968, p. 424-444.
- Território Tribal. In: BISILLIAT, Maureen; Villas-Bôas, Orlando; Villas-Bôas, Cláudio. Xingu: território tribal. Sao Paulo: Cultura Editores Associados, 1990, p. 13-33.
- Memórias de Orlando e Cláudio Villas Bôas. In: RIBEIRO, Darcy. Carta: falas, reflexões, memórias – informe de distribuição restrita do Senador Darcy Ribeiro. Brasília: Gabinete do Senador Darcy Ribeiro, 1993, vol. 9., p. 187-203.
- Villas-Bôas, Cláudio; Villas-Bôas, Álvaro. “Antigamente o índio nos comía. Agora somos nós que estamos comendo o índio”. In: Revista de Cultura Vozes - Política Indigenista no Brasil. Petrópolis: Vozes: 1976. n. 3, ano 70, p. 209-219.
- Villas-Bôas, Orlando; Villas-Bôas, Cláudio. Xingu: pueblos indios en sus mitos. Quito: Abya-yala, 2000.

- Datos: Q9003150
- Multimedia: Orlando Villas Bôas / Q9003150